# L'Essayeur

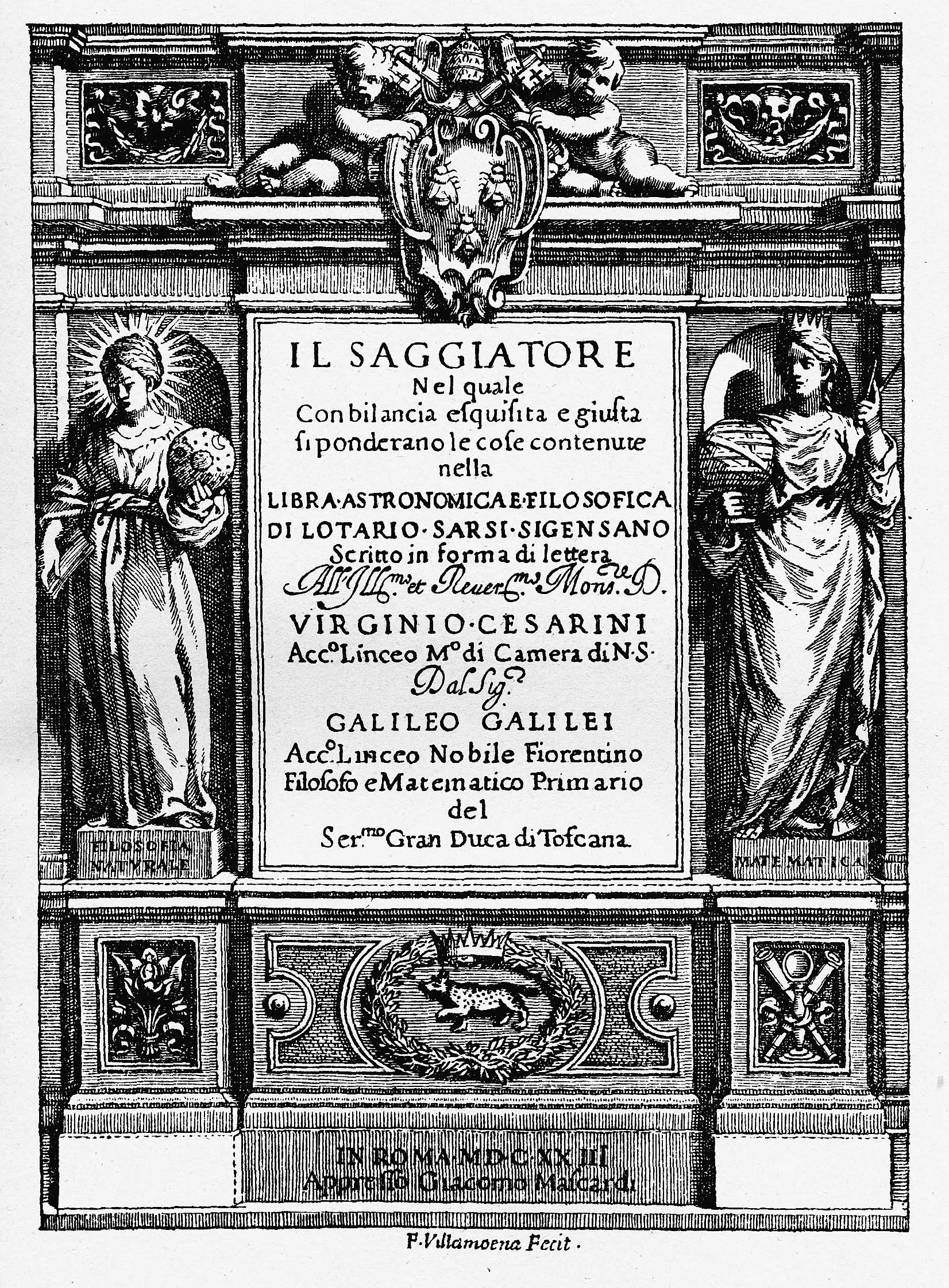
La gravure de Francesco Villamena sur la première page de L'Essayeur

L'Essayeur (en italien Il saggiatore) est un livre publié par Galileo Galilei (1564-1642) en octobre 1623.
Son titre complet est : Il Saggiatore, nel quale con bilancia squisita e giusta si ponderano le cose contenute nella Libra ( L'Essayeur, dans lequel les choses contenues dans la Balance sont pesées dans une balance exquise et juste).
Ce livre fit sensation à Rome notamment à cause de sa qualité littéraire. Ce livre est une réponse à la polémique créée par le traité sur les comètes écrit en 1618 par le jésuite mathématicien Orazio Grassi, de l’Université pontificale grégorienne. Galilée considère faussement dans ce livre les comètes comme des rayons lumineux et non comme de vrais objets célestes. Son objectif premier était de ridiculiser Grassi. Dans cet ouvrage, il énonce la mathématisation de la physique :

« La philosophie est écrite dans cet immense livre qui se tient toujours ouvert devant nos yeux, je veux dire l'Univers, mais on ne peut le comprendre si l'on ne s'applique d'abord à en comprendre la langue et à connaître les caractères avec lesquels il est écrit. Il est écrit dans la langue mathématique et ses caractères sont des triangles, des cercles et autres figures géométriques, sans le moyen desquels il est humainement impossible d'en comprendre un mot. Sans eux, c'est une errance vaine dans un labyrinthe obscur. »

## Historique
En 1618, on observe le passage de trois comètes, phénomène qui relance la polémique sur l'incorruptibilité des cieux.
En 1619, le père jésuite Orazio Grassi (1583-1654) publie De tribus cometis anni 1618 disputatio astronomica. Il y défend le point de vue de Tycho Brahe (1546-1601) sur les trajectoires elliptiques des comètes. Galilée riposte d'abord par l'intermédiaire de son élève Mario Guiducci (en) (1583-1646) qui publie en juin 1619 Discorso delle comete où il développe une théorie sur les comètes, les présentant comme étant des phénomènes météorologiques.
En octobre, Orazio Grassi attaque Galilée dans un pamphlet plus sournois : aux considérations scientifiques se mêlent des insinuations religieuses malveillantes et très dangereuses au temps de la Contre-Réforme.
Cependant, Galilée, encouragé par son ami le cardinal Barberini (futur pape Urbain VIII) et soutenu par l'Académie des Lynx, y répond avec ironie dans  L'Essayeur. Grassi, l'un des plus grands savants jésuites, en est ridiculisé.
Lorsque Peiresc (1580-1637), ami et ancien élève de Galilée, apprend qu'il est inquiété, il envoie une lettre au cardinal Barberini.
Entre-temps, Galilée reprend son étude des satellites de Jupiter. Malheureusement des difficultés techniques l'obligent à abandonner le calcul de leurs éphémérides. Galilée se voit couvert d'honneurs en 1620 et 1622.
Le 28 août 1620, le cardinal Maffeo Barberini adresse à son ami le poème Adulatio Perniciosa qu'il a composé à son honneur. Le 20 janvier 1621, Galilée devient consul de l'Accademia fiorentina. Le 28 février, Cosme II de Médicis, le protecteur de Galilée, meurt subitement.
En 1622, à Francfort-sur-le-Main, paraît une Apologie de Galilée rédigée par Tommaso Campanella en 1616. Un défenseur bien encombrant, car Campanella est déjà convaincu d'hérésie.
Le 3 février 1623 Galilée reçoit l'autorisation de publier son Saggiatore. Le 6 août 1623, Maffeo Barberini est élu pape sous le nom de Urbain VIII. L'ouvrage paraît le 20 octobre 1623, il est dédié au nouveau pape. Ce sont d'abord les qualités polémiques (et littéraires) de l'ouvrage qui assurent son succès à l'époque.